# Гогерихт

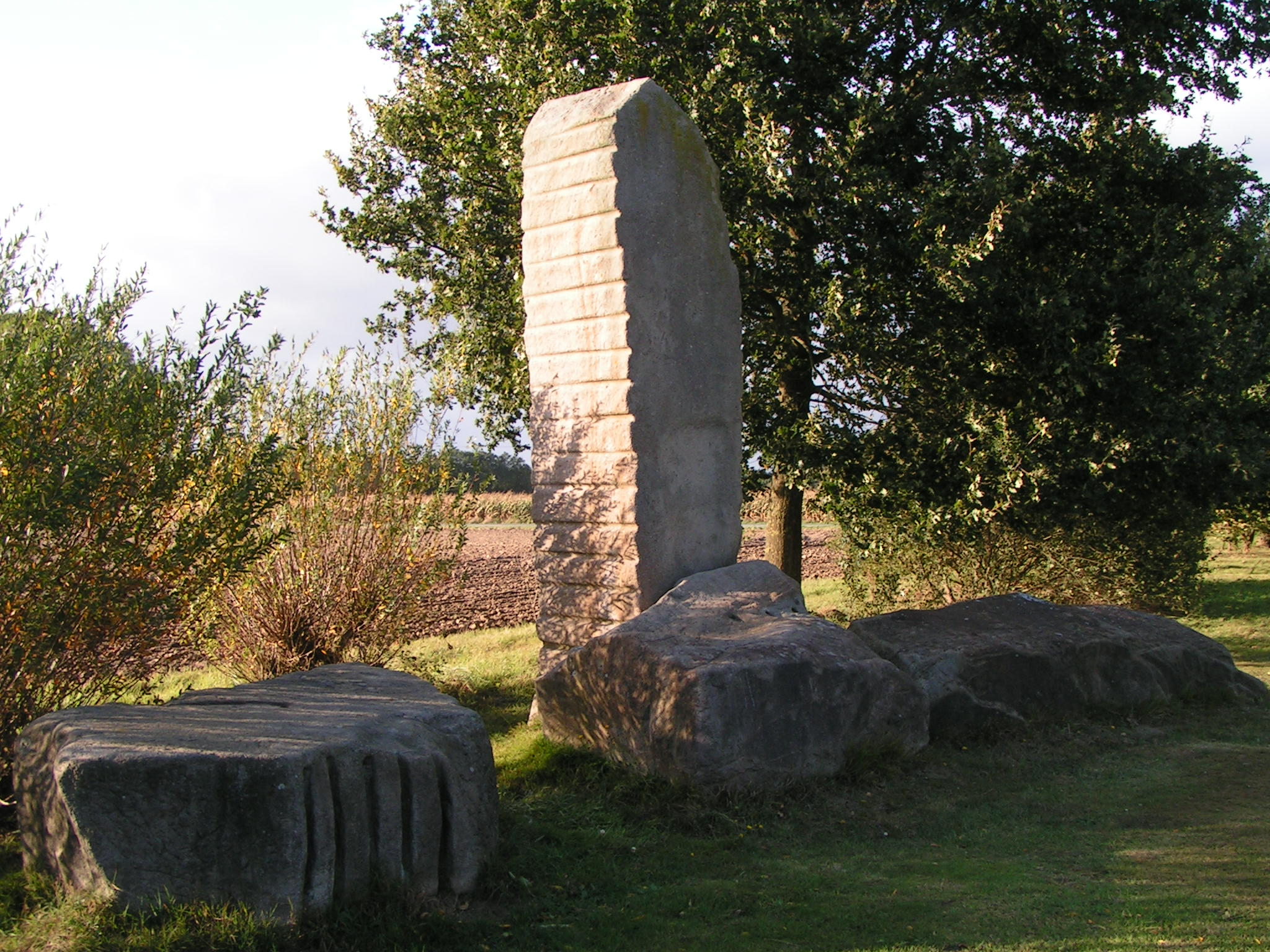
Реконструированное место проведения гогерихта в Дезуме, община Эмстек

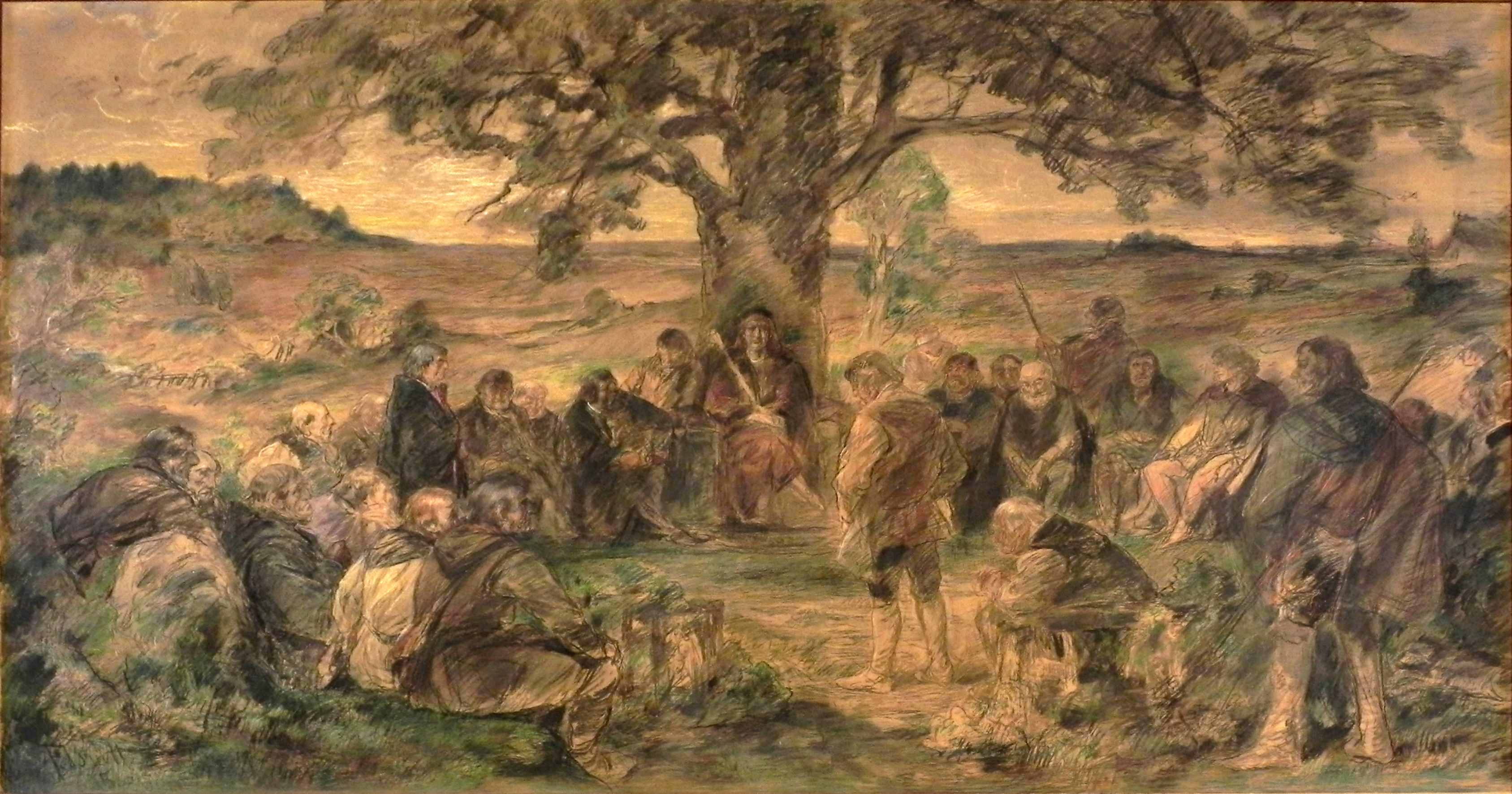
Гогерихт в Средневековье под «деревом Суда»

Гогерихт (нем. Gogericht, также Gohgericht, Gowgericht — от нем. Gericht — суд) — судебное собрание-тинг у жителей раннесредневековой Саксонии, начиная с докаролингского периода.

## История
После того, как король франков Карл Великий в VIII веке покорил языческую Саксонию, он распределил захваченные племенные области (гау) между представлявшими его власть на местах графами. Там они обладали, кроме прочего, и высшей судебной властью. Графский суд назывался гаугерихт (Gaugericht). В административном отношении франки создавали на новых территориях, независимо от границ старинных гау, так называемые низшие округа го (Goe) — которых судебное производство осуществлял гогерихт — низшая инстанция по сравнению с «графским судом». В то время как графские гаугерихты со временем всё более теряли своё значение, гогерихт стал важнейшим судебным органом в средневековой Германии и просуществовал вплоть до начала Нового Времени.
В дофранкское время «гаугерихт» означал также собрание-тинг, куда сходились всё мужское население гау для решения правовых вопросов. На этих собраниях решали и вопросы о наказании, жизни и смерти провинившихся. На территории северо-западной Германии около 800 года, в междуречье Рейна и Везера, существовало 2 гау — Вестфалия и Энгрия.
В 795 году Карлом Великим утверждается собрание правил для покорённых саксонских земель, в которых были выведены определённые законы для управления и судебной системы. В них франкский король поручил назначенным им в саксонские гау графам, кроме прочего, отменять собрания местного населения, как и определённые ранее самими саксами судебные дни. Эти запреты должны были предотвратить возможные массовые выступления на недавно, с большими трудностями, покорённой территории. Саксам отныне запрещалось созывать тинги — за исключением случаев, когда это делалось с ясно выраженного королевского разрешения. Графы должны были поддерживать друг с другом мирные и партнёрские отношения — видимо, для Карла в этом вопросе возникали сомнения, так как развязывание вражды (как и другие особо тяжкие преступления) согласно закону каралось штрафом в 60 шиллингов. За менее общественно опасные нарушения закона штрафовали 15 шиллингами.
С распадом Франкского государства и наступлением феодальной раздробленности в средневековой Германии графские гаугерихты в Вестфалии постепенно преобразовались в т. н. фрайгерихты (суды свободных), приобретшие особое значение в западной части Германии начиная с XIII века. Их делопроизводству подлежали лишь лично свободные жители в Вестфалии и труднодоступных горных районах к юго-западу от неё, где феодально-крепостническая система была слабо развита. К XV веку эти фрайгерихты распространились из Вестфалии по территории всей Священной Римской империи как органы местного судопроизводства.
Созданные франками в Вестфалии новые низшие административние единицы го (Goe) обычно совпадали с образуемыми церковными приходами, и служили, кроме осуществления управления и судопроизводства, также обращению в христианство саксонского языческого населения. «Го» в данном случае обозначало «культурную», вновь освоенную территорию и постепенно стало также означать и статус живших на этой территории людей. Аналогичное значение имело и понятие фест («Vest»), определявшее правовой статус определённой области — например, Фест-Рекклингхаузен включал в себя округ гогерихта между реками Липпе и Эмшер. Ландфестом в Вестфалии и соседствующем с ней и принадлежавшем Кёльнскому архиепископу Зауэрланде назывались собрания гогерихта. Широко известен в Средневековье был также гогерихт Брилона.
Председателя гогерихта (гографа) первоначально избирали. Позднее он назначается феодальным сеньором данной территории (в XIV такие выборы уже являются исключением из правил). Гограф руководил ведением судебного процесса. Сначала приговор на гогерихте выносился всем судебным собранием, позднее — особым правоведом, позднее носившим звание почётного судьи. Исполнение приговора также входило в обязанности этого судьи.
Первоначально гографы обладали правом суда лишь по незначительным делам, делам низшей инстанции. В то же время, если кто-либо был захвачен на месте совершения тяжкого преступления, в права гографа вменялось принимать решения непосредственно по этому случаю вплоть до применения законов «правосудия крови» (Blutgerichtsbarkeit). В связи с этим правилом начиная с середины XIII столетия гографы постепенно приобретают полномочия судей высшей инстанции. Это зачастую облегчалось тем, что феодальный сеньор земель действия гогерихта обладал правами фогта и председателя фрайгерихта (суда свободных). Вступление гографа в право ведения дел, подчинённых ранее судам высшей инстанции, особо подчёркивалось обычаем вручения гографу меча вестфальским герцогом. В XVI веке гогерихты в Вестфалии повсеместно получили права судов высшей инстанции.